# TELE+1
TELE+1 è stato il primo canale televisivo tematico italiano a pagamento dedicato al cinema, prodotto da TELE+.

## Storia
TELE+1 iniziò le sue trasmissioni il 9 agosto 1990. In questa fase iniziale il canale trasmetteva soltanto due film dalle 22:30, divenuti poi quattro a partire dalle 18:30, consecutivamente e senza interruzioni pubblicitarie.
Il 1º giugno 1991, allo scadere della mezzanotte, le trasmissioni di TELE+1 iniziarono ad essere codificate in Irdeto e per poterne fruire fu necessario abbonarsi. Il lancio del servizio a pagamento fu preceduto da una massiccia campagna pubblicitaria sia sulle reti televisive nazionali sia sulle stesse reti di TELE+.
Il programma messo in onda da TELE+1 allo scadere della mezzanotte del 1º giugno 1991 è stato il film Blade Runner, che diventò così il primo programma televisivo a pagamento nella storia della televisione italiana. Da allora la programmazione dell'emittente coprì le 24 ore con film senza interruzione.
Molte pellicole, grazie alla sofisticata tecnologia del decodificatore, potevano essere viste, nel rispetto della scelta dell'utente, sia in italiano sia in lingua originale, premendo semplicemente un tasto del telecomando.
Il 29 agosto 1997, dopo 7 anni di attività, TELE+1 cessò di esistere e il canale venne sostituito da TELE+ Nero.

## Telepiù Bambini
Dal 1º dicembre 1994 la rete ampliò la sua programmazione aprendo anche uno spazio quotidiano dedicato ai bambini, "Telepiù Bambini", con sedici ore settimanali di cartoni animati, film e telefilm pensati e scelti per un pubblico di età compresa fra i due e i dodici anni.
La fascia riservata al pubblico dei più piccoli era trasmessa ogni giorno dal lunedì al venerdì dalle ore 17:00 alle ore 19:00, il sabato dalle 8:00 alle 10:00, e la domenica dalle ore 8:00 alle 12:00.
Presentato interamente da bambini compresi da 6 a 12 anni, aveva ospiti come Il Mago di Londra Paul Saulsbury e Chucky il Clown con i suoi bicchieri di vetro musicali. Questa trasmissione era criptata, e durante la trasmissione le interruzioni pubblicitarie erano assenti.

## TELE+1 Plus
Era un canale televisivo nato nel 1996 in concomitanza con il lancio della piattaforma digitale satellitare DStv che trasmetteva i migliori film del mese trasmessi dalle 18:00 alle 24:00. 